# 愛知県道501号愛知御津停車場線
愛知県道501号愛知御津停車場線（あいちけんどう501ごう あいちみとていしゃじょうせん）は、愛知県豊川市内を走る一般県道である。全長は約100mと非常に短い。

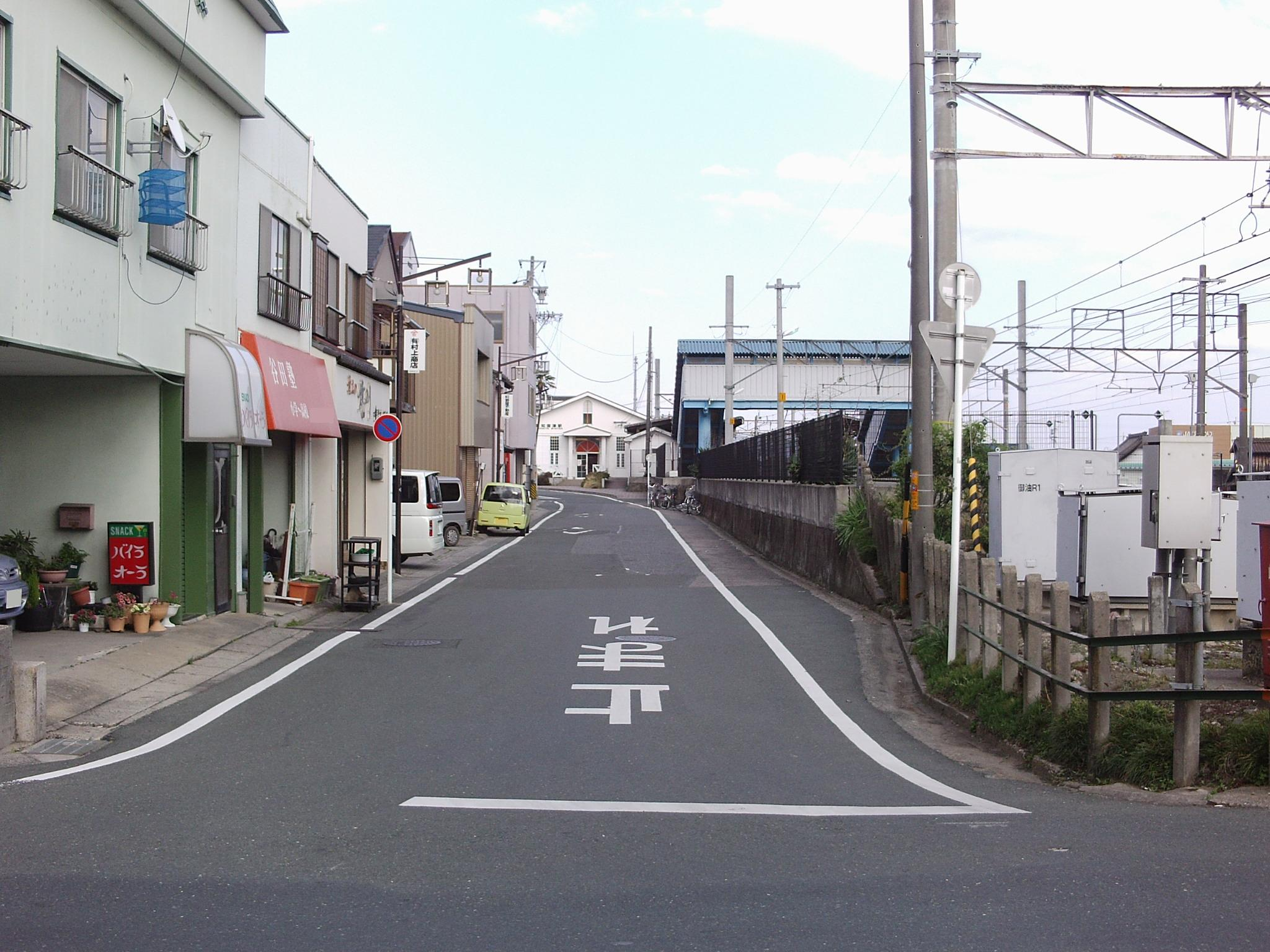
愛知御津駅の駅前（愛知県豊川市御津町西方地内）。終点から起点方向を望む。画像奥が駅舎。

## 概要

### 路線データ
- 起点：愛知御津停車場
- 終点：愛知県豊川市御津町西方（愛知県道384号小坂井御津線交点）

## 沿革
- 1972年5月4日 認定

## 接続する道路
- 愛知県道384号小坂井御津線

## 周辺
- JR東海道本線 愛知御津駅：駅前はロータリーになっている。